# 手取川
手取川（てどりがわ）は、石川県の主に白山市を流れて日本海へ注いでいる一級河川。石川と通称された時代もあり、石川郡及び石川県の名称由来となっている。

## 地理

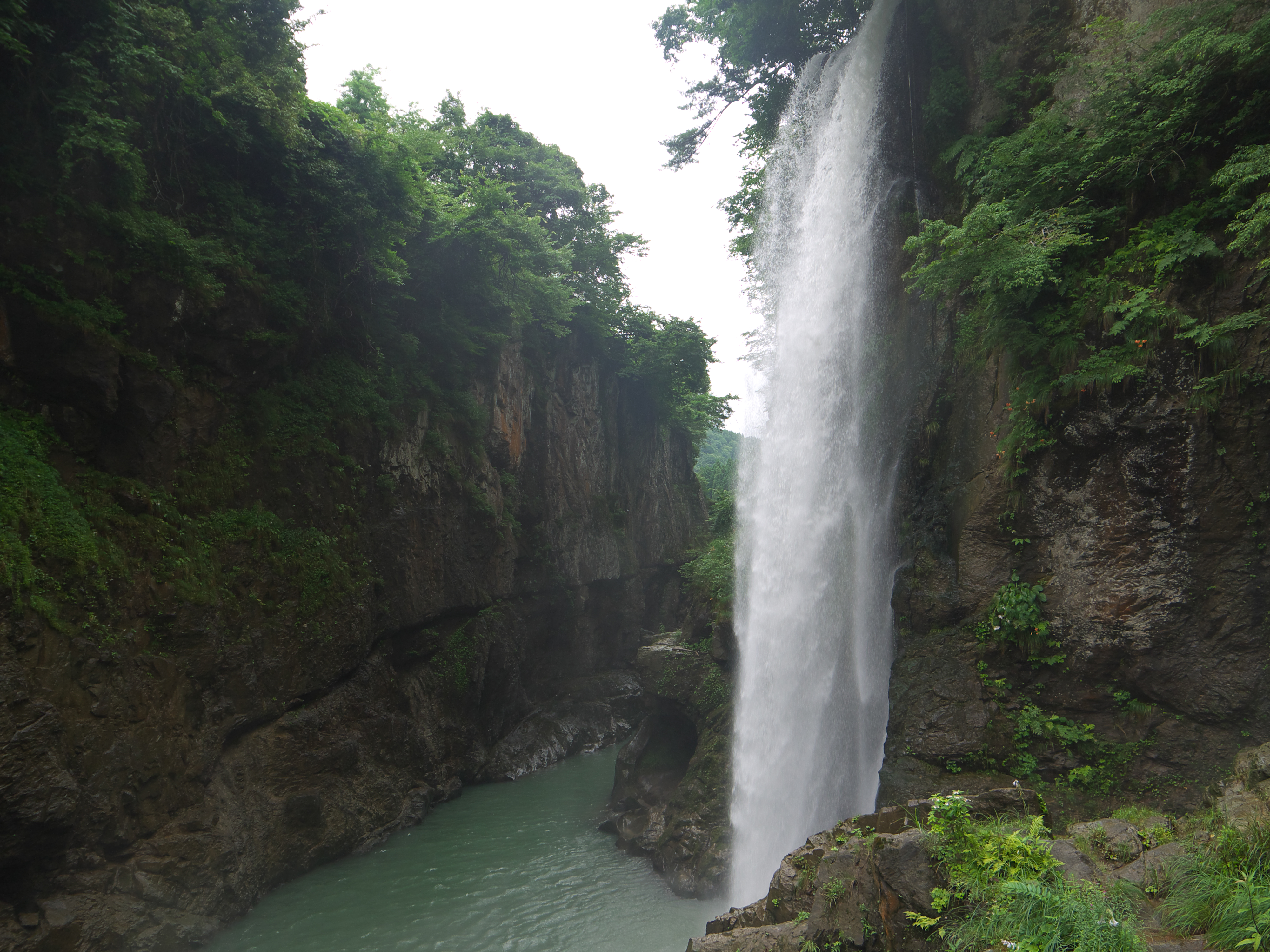
手取峡谷。右側に綿ヶ滝

石川県白山市南部の白峰地区の岐阜県境にそびえる白山に源を発し北流する。上流には手取川ダムがあり、中流域の鳥越地区及び吉野谷地区では河岸段丘を下刻して手取峡谷を形成している。鶴来市街地で流路を西へ変更し、山から金沢平野へ抜ける地点を扇頂とした扇状地を形成している。能美市及び能美郡川北町の境界を流れ、白山市美川地区で日本海に注いでいる。平均河床勾配1/27は日本有数の急流河川である。
河口より約40km北東に位置する千里浜海岸は、手取川が運搬した土砂が沿岸流によって運ばれ堆積したものである。

## 名称
倶利伽羅峠の戦いの後、平家軍を追う木曾義仲軍が篠原の戦いを前に、増水して濁流の川を渡るとき、多くの兵士が互いに手に手を取って流されないようにして渡ったことに由来する。また、氾濫のたびに渡るのに手間取ったことに由来するとも言われる。徳光パーキングエリアの南脇の大川、大慶寺川（現・大慶寺用水）など扇状地での流れも変わってきたが手取川と呼ばれる以前は「比楽河・ひらかがわ」とも呼ばれた。河口の港は比楽湊、その後「本吉湊」と呼ばれ、室町時代には三津七湊の1つであった。

## 支流

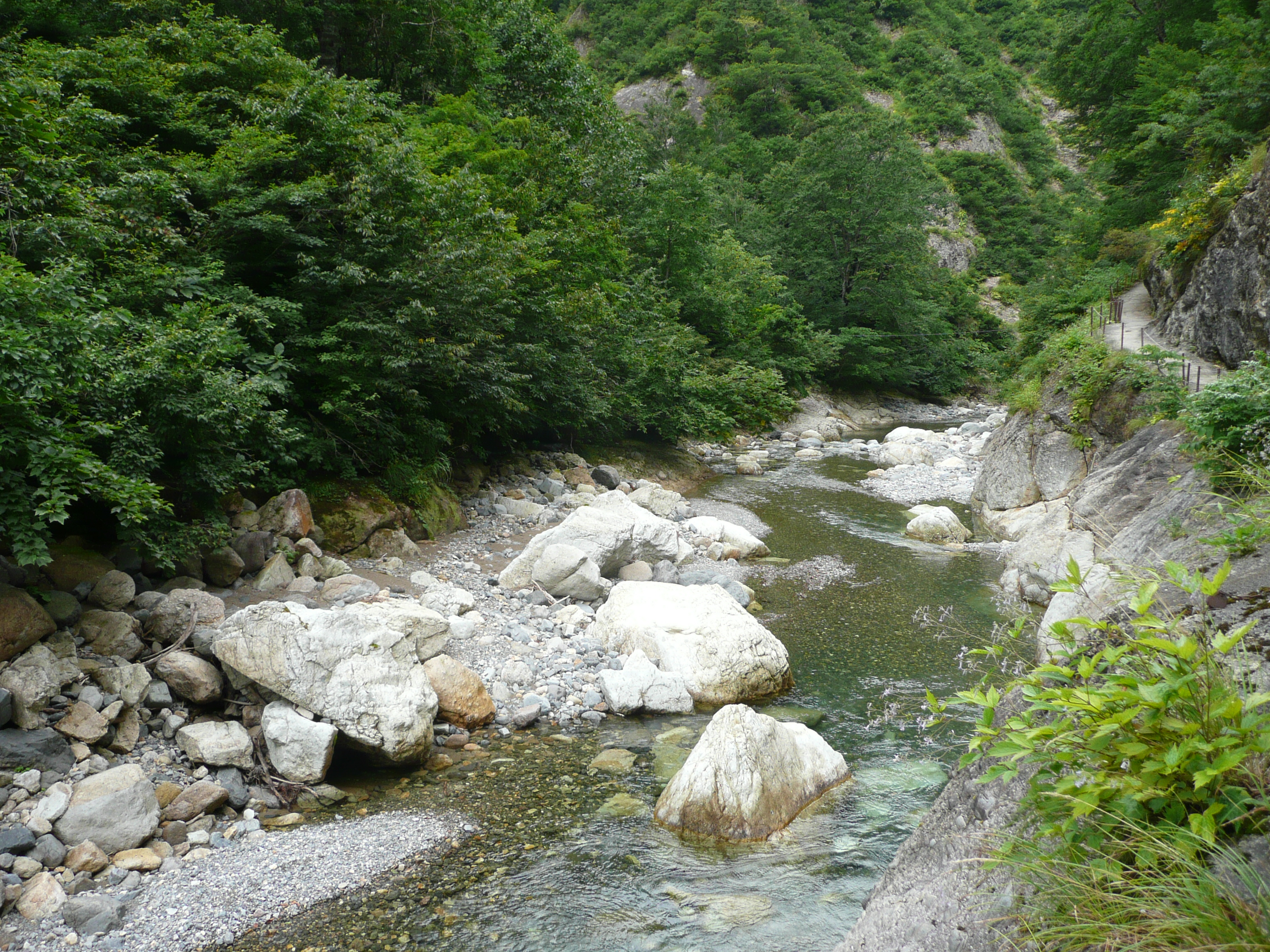
尾添川

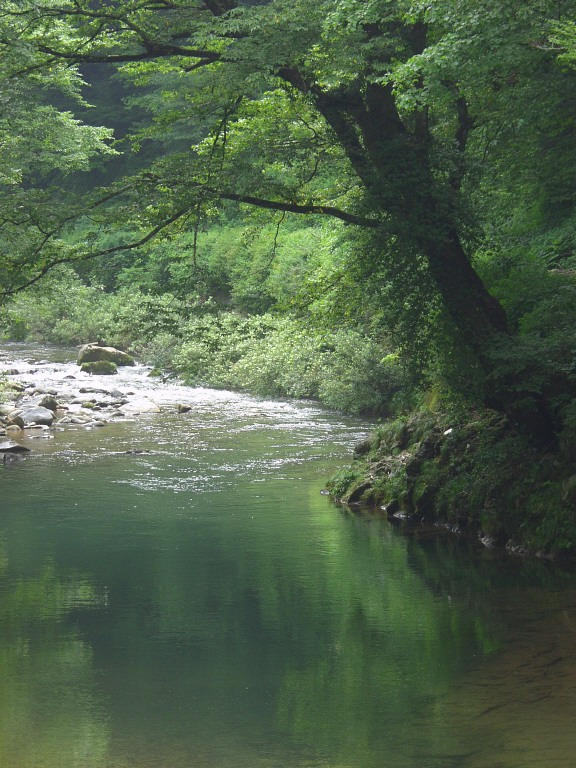
大日川

- 柳谷川
- 三ツ谷川
- 大道谷川
- 百合谷川
- 赤谷川
- 下田原川
- 尾添川
- 瀬波川
- 大日川
- 直海谷川

## 七ヶ用水
七ヶ用水（しちかようすい）は、手取川を水源とし、金沢平野の北側半分を潤す7つの用水の総称である。疎水百選。
ほとんどは新たに用水を掘ったのではなく、何度も流れを変えた手取川のかつての川筋を元にして作られている。

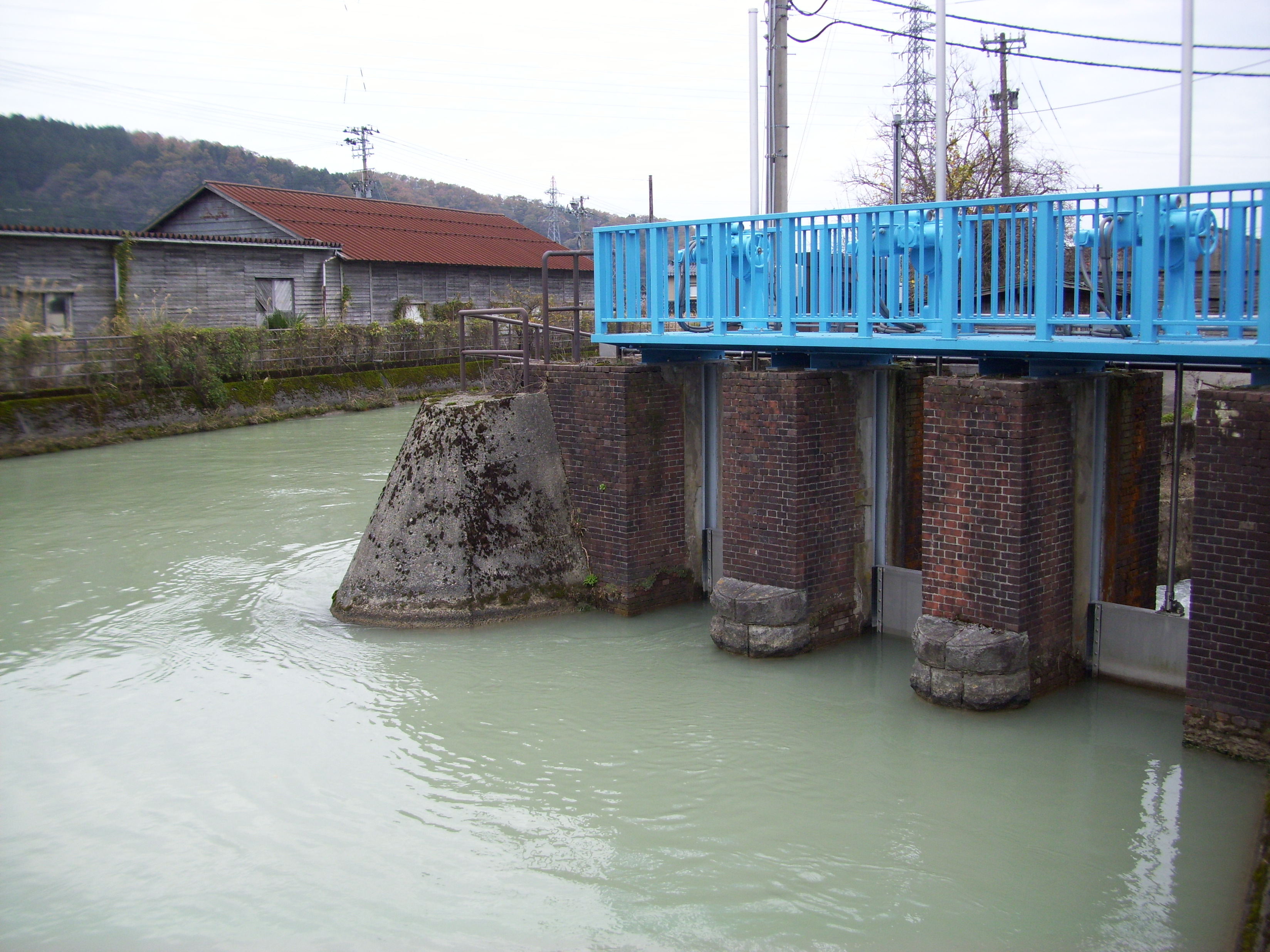
七ヶ用水の高橋川（富樫用水）取水口

2006年（平成18年）に疎水百選に選定、2014年（平成26年）には国際かんがい排水委員会によるかんがい施設遺産に登録されている。また、大水門および給水口が土木学会の土木遺産に登録されている。2023年（令和5年）9月25日には、大水門・取入口隧道・冨樫用水取水口水門が国の重要文化財に指定された。
- 富樫（とがし）用水：高橋川となって伏見川から犀川に注ぐ。
- 郷用水
- 中村用水
- 山島用水
- 大慶寺用水
- 中島用水
- 新砂川用水

## 災害

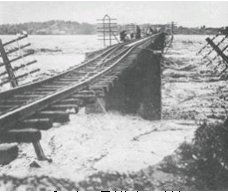
北陸本線・手取橋梁での1934年（昭和9年）7月増水の状況

暴れ川として知られ、過去幾度となく洪水・氾濫を繰り返した。
近代に入り、1873年（明治6年）には「近年稀な洪水」が発生。1912年（大正元年）には、支流の甚之助谷が地すべり性崩壊を起こして荒廃。砂防事業による対策が進められた。また1934年（昭和9年）7月11日の災害は手取川最大の土砂災害が発生。前年の豪雪による残雪と豪雨の影響で水量が増加、上流の別当谷で大崩壊が発生し（別当崩れ）死者・行方不明者130人、家屋流失240戸、家屋浸水5,003戸の大災害となった。白山麓の市ノ瀬集落はこの災害で壊滅した。2004年（平成16年）5月の災害では別当出合にある砂防新道の吊橋が流失した。国直轄の白山砂防事業として砂防堰/堤や砂防トンネル、地滑り対策が実施され、白山砂防科学館が設置されている。
手取川扇状地上の集落は洪水を避けるため自然堤防の微高地に立地しており、島集落と呼ばれる景観を形成している。

### 百万貫の岩

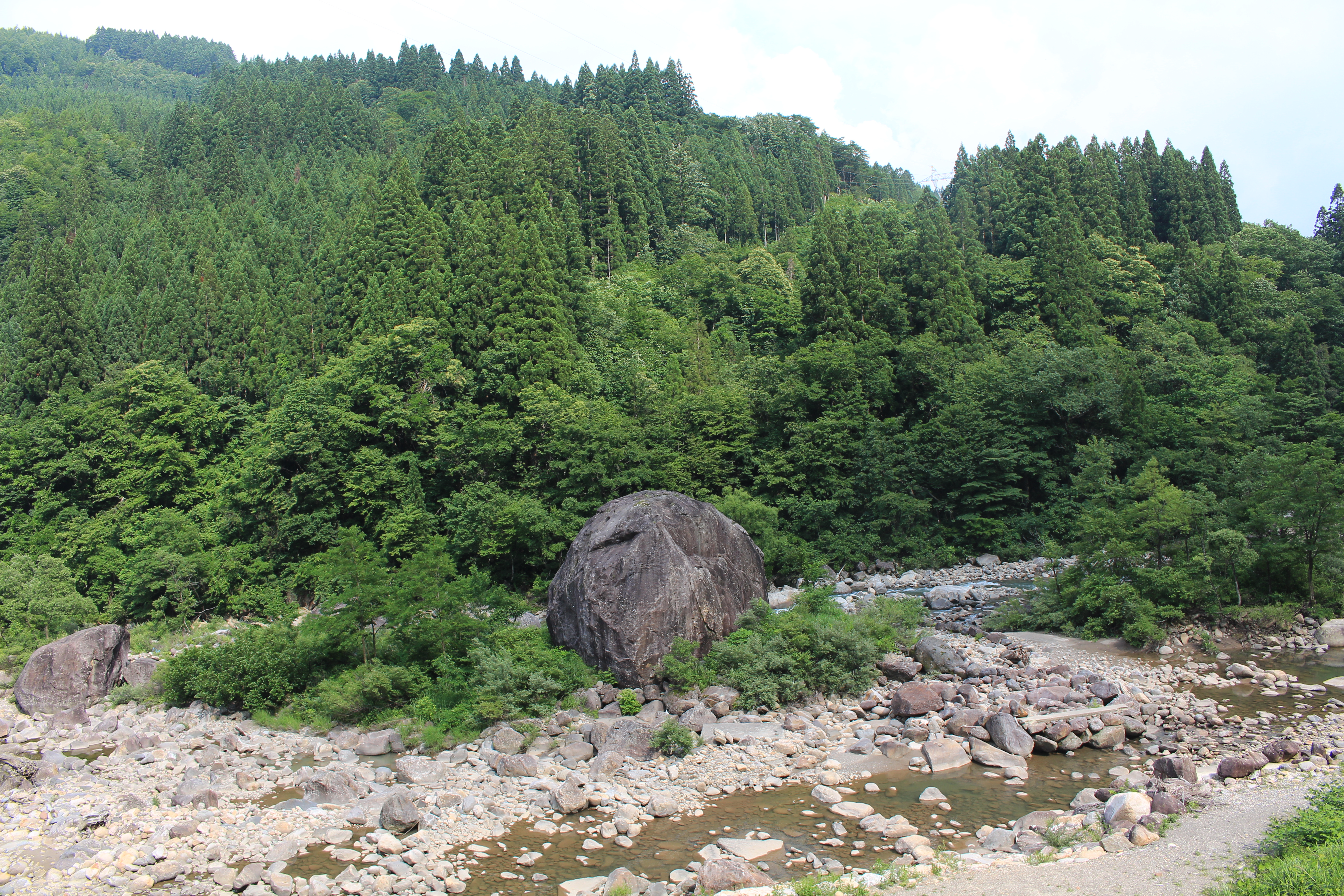
百万貫の岩

白峰地区白峰集落（旧牛首）の上流、石川県道33号白山公園線沿いの河床にある高さ16mの大岩。1934年（昭和9年）の大洪水の時に支流の宮谷川から流出した。大災害の様子を後世に伝える資料であり、県指定天然記念物に指定されているとともに日本の地質百選にも選定されている。

## 河川施設
1980年（昭和55年）に建設された手取川ダムは上水道、工業用水、電力、治水に利用される。上水道は、石川県の七尾市以南に広く供給されている。また、農業用水も各地から取水される。
| 一次 支川名 （本川） | 二次 支川名 | ダム名         | 堤高 （m） | 総貯水 容量 （千m3） | 型式         | 事業者                     | 備考 |
| -------------------- | ----------- | -------------- | ---------- | -------------------- | ------------ | -------------------------- | ---- |
| 手取川               | -           | 手取川ダム     | 153.0      | 231,000              | ロックフィル | 国土交通省 電源開発 石川県 |      |
| 手取川               | -           | 手取川第二ダム | 37.5       | 1,700                | 重力式       | 北陸電力                   |      |
| 尾添川               | -           | 尾口第一ダム   | 28.4       | 16                   | 重力式       | 北陸電力                   |      |
| 尾添川               | -           | 吉野谷ダム     | 20.5       | -                    | 重力式       | 北陸電力                   |      |
| 尾添川               | 雄谷川      | 中宮ダム       | 16.6       | -                    | 重力式       | 北陸電力                   |      |
| 大日川               | -           | 大日川ダム     | 59.9       | 27,200               | 重力式       | 石川県                     |      |
| 直海谷川             | -           | 手取川第三ダム | 50.0       | 4,247                | 重力式       | 北陸電力                   |      |

## 主な橋梁
上流より示す。
- 赤谷大橋（国道157号）
- 鴇が谷大橋（国道157号）
- 大倉谷大橋（国道157号）
- 女原大橋（国道157号）

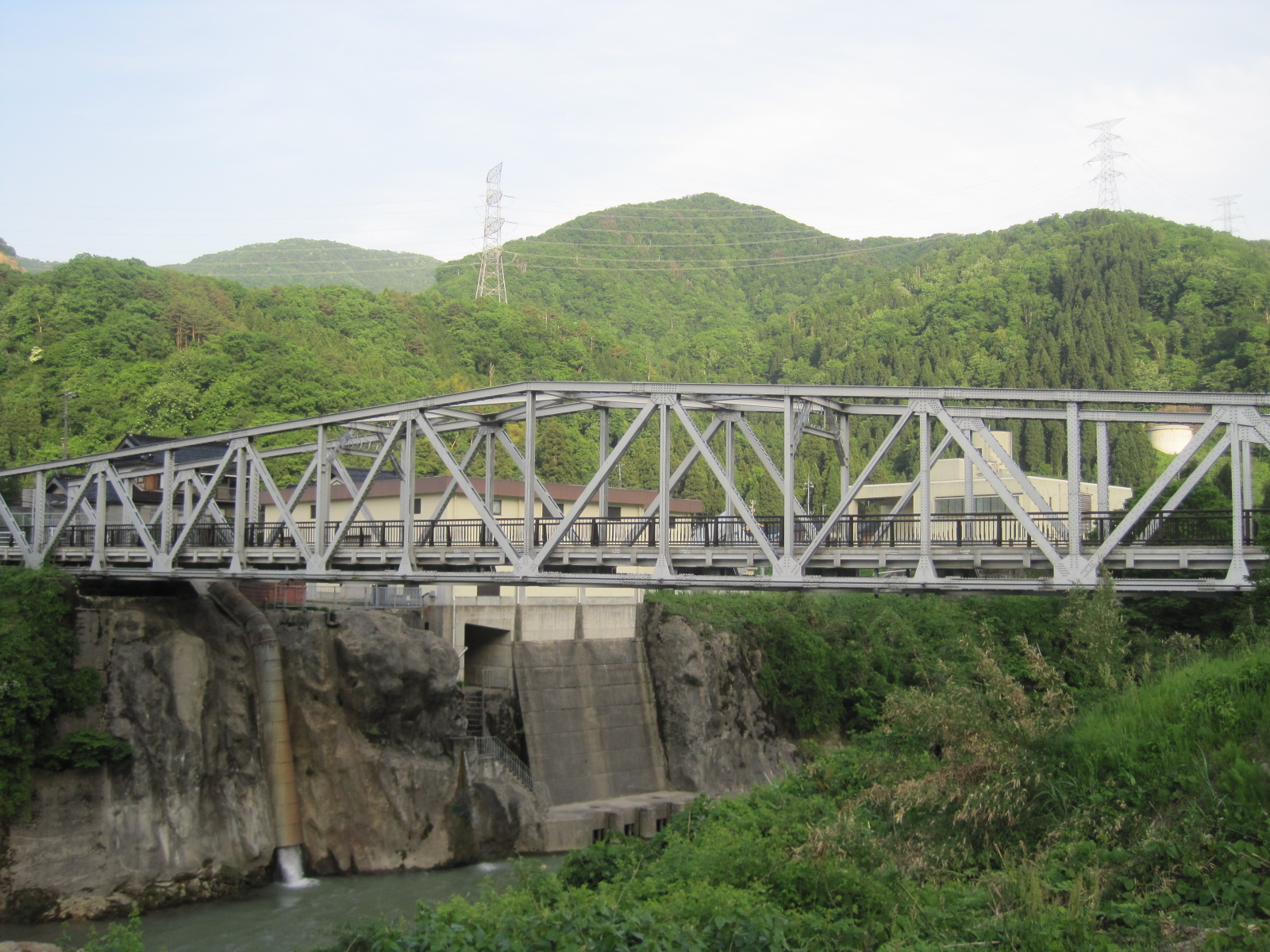
金名橋

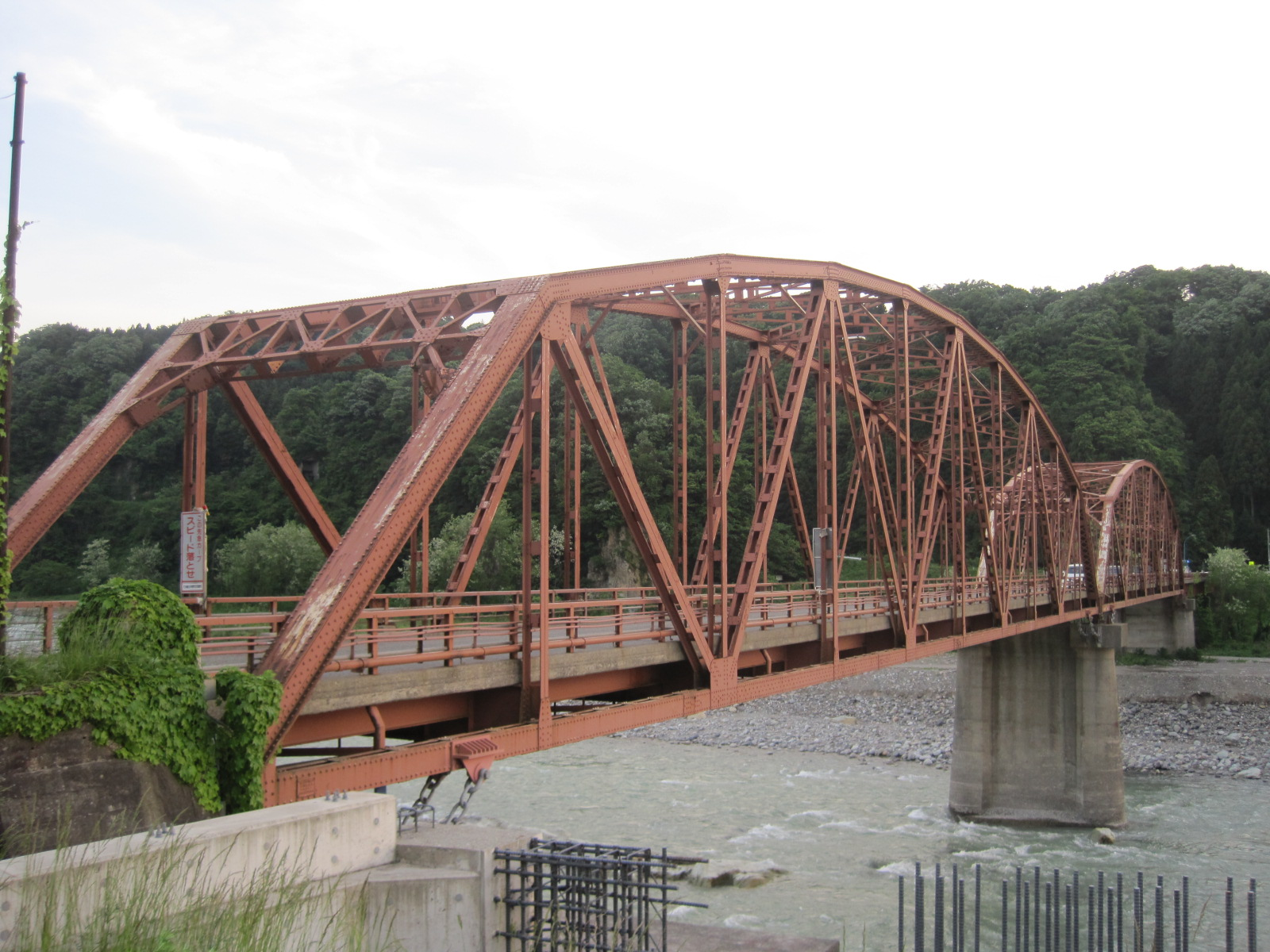
天狗橋（架け替え前の旧橋）

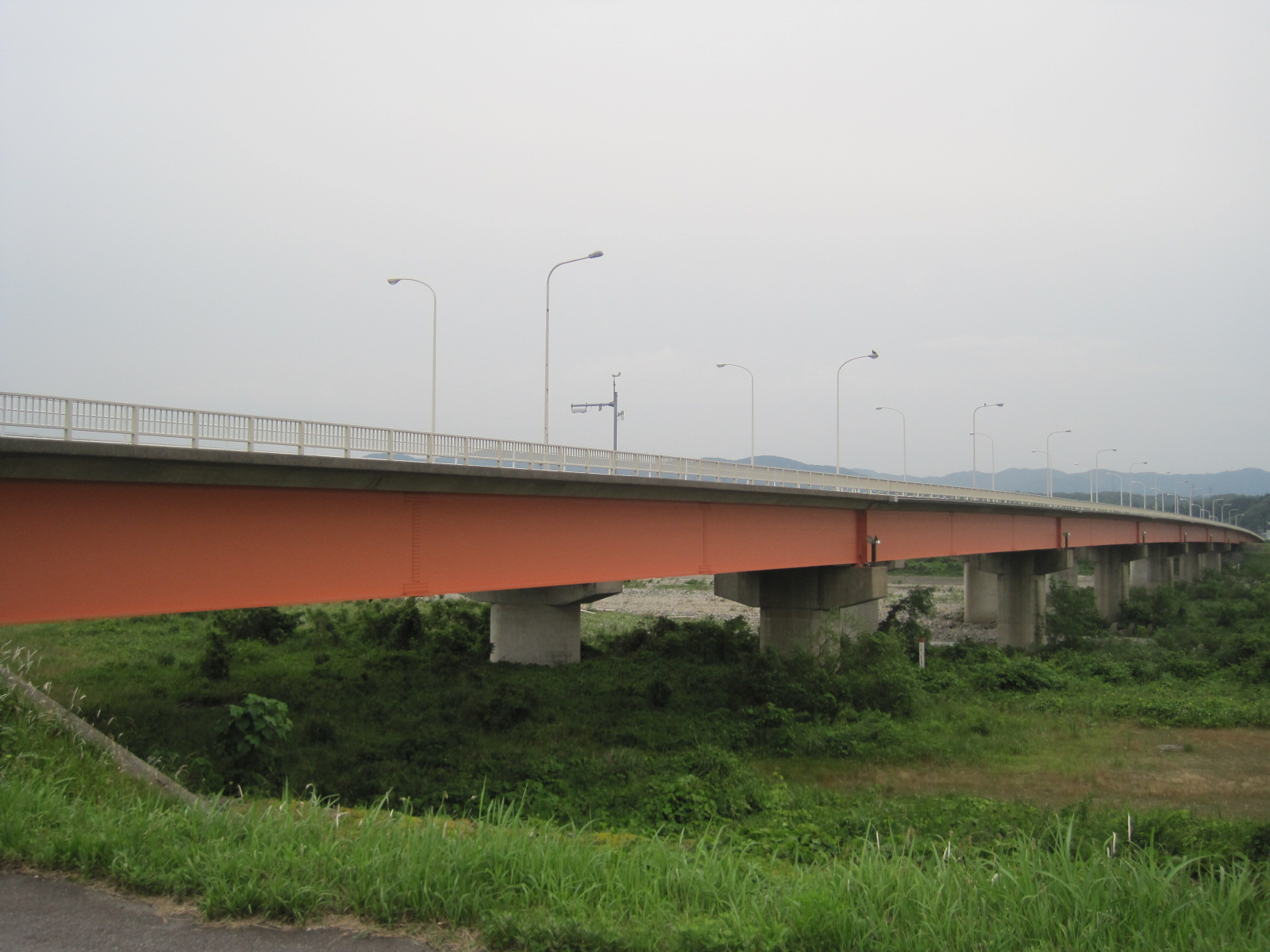
川北大橋

- 対山橋（石川県道178号木滑釜清水線・石川県道302号手取川自転車道線）
- 黄門橋（国道360号）
- 江津橋（石川県道180号河合江津線）
- 広瀬大橋（石川県道44号小松鳥越鶴来線）
- 金名橋（石川県道302号手取川自転車道線）
- 鳥越大橋（石川県道44号小松鳥越鶴来線）
- 一の宮大橋（国道157号）
- 山上郷大橋（国道157号）
- 天狗橋（石川県道4号小松鶴来線）
- 川北大橋（旧川北大橋有料道路）
- 辰口橋（石川県道22号金沢小松線）
- 手取川橋（石川県道157号松任寺井線）
- 手取川大橋（国道8号）
- 手取川橋梁（北陸新幹線）[14][15]
- 川北能美大橋（石川県道25号金沢美川小松線 加賀海浜産業道路）[16]
- 手取川鉄橋（IRいしかわ鉄道線）[17][18]。
- 美川大橋（石川県道25号金沢美川小松線）
- 手取川橋（北陸自動車道）

## 水力発電
1911年（明治44年）に金沢電気瓦斯（現在の金沢市企業局の前身）が福岡に発電所を建設したのが手取川水系の水力発電の第1号である（現在の北陸電力福岡第一発電所）。現在は水系に22（電源開発：1、北陸電力：21）の発電所がある。

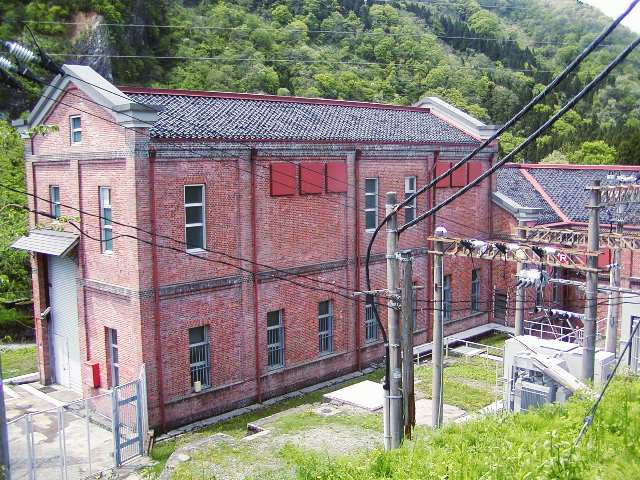
北陸電力吉野第一発電所
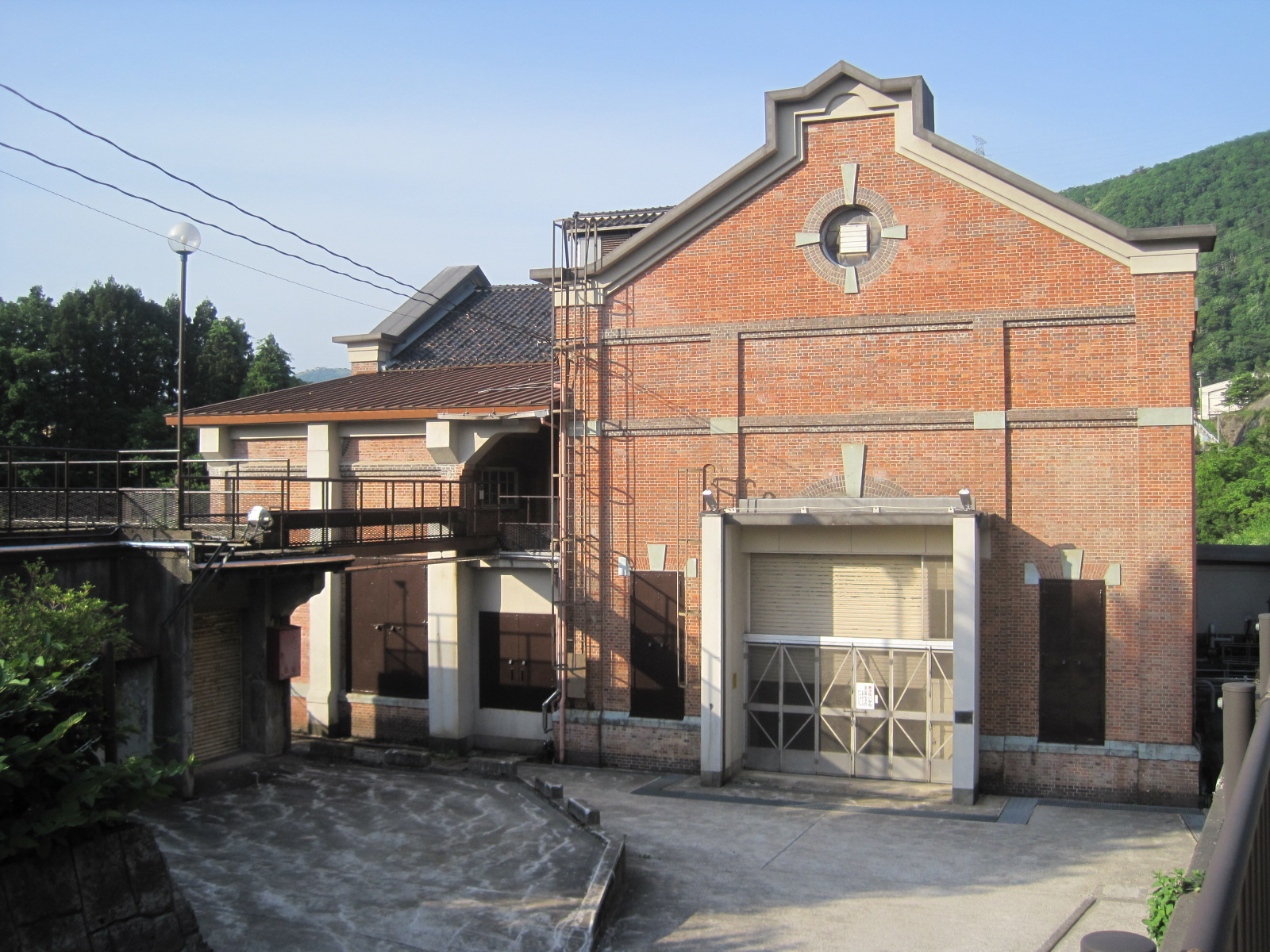
北陸電力福岡第一発電所

## 環境
河口では毎年秋にサケが遡上する。有効利用調査の対象河川として、事前申込制で期間内にサケの遊漁ができる（手取川サーモンフィッシング）。

## 舞台となった作品
※発表順
映画
- 将軍家光の乱心 激突 - 1989年の日本映画で、アクション監督・千葉真一が手取渓谷で綱渡りや飛び込みなどのシーンを撮影[21]